# Hyde Park (Vermont)
Pour les articles homonymes, voir Hyde Park (homonymie).
Hyde Park est une municipalité (town) américaine de l'État du Vermont, située dans le comté de Lamoille, dont elle est le siège administratif. Lors du recensement de 2020, sa population s'élevait à 3 020 habitants.  

## Géographie
La municipalité s'étend sur 100,8 km2 au nord-est de la vallée de la Lamoille et comprend les localités de Hyde Park, Centerville, Garfield et North Hyde Park.
|         | Eden       | Craftsbury |
| Johnson | Hyde Park  | Wolcott    |
|         | Morristown |            |

## Histoire
Fondée à la fin du XVIIIe siècle, Hyde Park doit son nom au capitaine Jedediah Hyde, propriétaire et vétéran de la Guerre d'indépendance américaine.

## Politique et administration
La municipalité est administrée par un conseil de cinq membres élus (Selectboard) qui est responsable de la conduite générale des affaires locales. Il a pour fonctions de publier les règlements locaux, préparer le budget, superviser toutes les dépenses, gérer les employés municipaux et contrôler les bâtiments et les biens publics. Il est assisté de « justices de paix » élus et d'un administrateur (clerk town), réunis au sein du Conseil de l'autorité civile.